# 伊日·谢伊巴
伊日·谢伊巴（捷克語：Jiří Šejba，1962年7月22日—），捷克男子冰球运动员。他曾代表捷克斯洛伐克国家队参加1988年冬季奥林匹克运动会冰球比赛，结果队伍获得第六名。